# U6 (Berlin)
U6 je linija Berlinskog U-Bahna. Ima 29 stanica i duga je 19,9 kilometara.
Stanice:
| Vožnja /min | Kratica | Stanica                           |                   |  |
| ----------- | ------- | --------------------------------- | ----------------- |  |
| 0,0         | Tg      | Alt-Tegel                         | S-Bahn            |  |
| 1,5         | Bk      | Borsigwerke                       |                   |  |
| 2,5         | Hh      | Holzhauser Straße                 |                   |  |
| 4,0         | OTI     | Otisstraße                        |                   |  |
| 5,5         | Scha    | Scharnweberstraße                 |                   |  |
| 7,0         | Sch     | Kurt-Schumacher-Platz             |                   |  |
| 8,0         | Afr     | Afrikanische Straße               |                   |  |
| 9,0         | Rb      | Rehberge                          |                   |  |
| 11,0        | Se      | Seestraße                         |                   |  |
| 12,5        | Lpo     | Leopoldplatz                      | U9                |  |
| 13,5        | We      | Wedding                           | S-Bahn (Ringbahn) |  |
| 14,5        | Ri      | Reinickendorfer Straße            |                   |  |
| 16,0        | SK      | Schwartzkopffstraße               |                   |  |
| 17,0        | ZW      | Zinnowitzer Straße                |                   |  |
| 18,5        | Ob      | Oranienburger Tor                 |                   |  |
| 20,0        | F       | Friedrichstraße                   | S-Bahn            |  |
| 21,0        | Fr      | Französische Straße               |                   |  |
| 22,0        | Mic     | Stadtmitte (Linija C)             | U2                |  |
| 23,5        | Ks      | Kochstraße ("Checkpoint Charlie") |                   |  |
| 25,0        | Hu      | Hallesches Tor                    | U1                |  |
| 26,5        | Me      | Mehringdamm                       | U7                |  |
| 28,0        | PL      | Platz der Luftbrücke              |                   |  |
| 29,5        | Ps      | Paradestraße                      |                   |  |
| 31,0        | Ts      | Tempelhof                         | S-Bahn            |  |
| 32,0        | At      | Alt-Tempelhof                     |                   |  |
| 33,5        | Ka      | Kaiserin-Augusta-Straße           |                   |  |
| 34,5        | Ull     | Ullsteinstraße                    |                   |  |
| 36,0        | Wl      | Westphalweg                       |                   |  |
| 37,0        | Mf      | Alt-Mariendorf                    |                   |  |

## Datumi otvaranja dionica linije
- 30. siječnja 1923.: Zinnowitzer Straße - Hallesches Tor
- 8. ožujka 1923: Seestraße - Zinnowitzer Straße
- 19. travnja 1924.: Hallesches Tor - Mehringdamm
- 14. veljače 1926.: Mehringdamm - Platz der Luftbrücke
- 10. rujna 1927.: Platz der Luftbrücke - Paradestraße
- 22. prosinca 1929.: Paradestraße - Tempelhof (Südring)
- 3. svibnja 1956.: Kurt-Schumacher-Platz - Seestraße
- 31. svibnja 1958.: Alt-Tegel - Kurt-Schumacher-Platz
- 28. veljače 1966.: Tempelhof (Südring) - Alt-Mariendorf

## Vanjske poveznice
- U6 - PDF format (208 KB)  Arhivirana inačica izvorne stranice od 3. veljače 2007. (Wayback Machine)